# Изгожка (пруд)
Изгожка — пруд в Глубоковской волости на границе с Пригородной и Болгатовской волостями Опочецкого района Псковской области, в 11 км к востоку от города Опочка.
Площадь — 3,0 км². Площадь водосборного бассейна составляет 157,0 км².
На северо-восточном побережье пруда расположена деревня Удриха, на западном — деревня Сосновка.
Проточное. Через пруд (с северо-востока впадая и с запада вытекая) проходит река Изгожка, притока реки Кудка, впадающей в Великую.